# Nogizaka46
Le Nogizaka46 (乃木坂46?) sono un gruppo idol femminile giapponese costituito nel 2011.
Il gruppo è stato creato dal produttore Yasushi Akimoto e deve il suo nome allo SME Nogizaka Building, sede della Sony Music Japan. Il gruppo è stato ideato come "rivale ufficiale" (公式ライバル?, kōshiki raibaru) delle AKB48.